# 73703 Billings
73703 Billings è un asteroide della fascia principale. Scoperto nel 1991, presenta un'orbita caratterizzata da un semiasse maggiore pari a 3,0802816 UA e da un'eccentricità di 0,0448551, inclinata di 10,66581° rispetto all'eclittica.
L'asteroide è dedicato all'astronomo canadese Gary W. Billings.